# Saccata
Die Saccata war ein italienisches Flächenmaß für Ackerland. Das Maß galt in dem Großherzogtum Toskana. Ein anderes Ackermaß war der Stioro mit 12 Panori oder 48 Quadrat-Canne, also 4,0874 Ar.
- 1 Saccata = 10 Stajola = 660 Quadrat-Pertiche = 6300 Quadratmeter